# Боровское сельское поселение (Тюменская область)
Боровское се́льское поселе́ние — муниципальное образование в Ишимском районе Тюменской области Российской Федерации.
Административный центр — село Боровое.

## История
Статус и границы сельского поселения установлены Законом Тюменской области от 5 ноября 2004 года № 263 «Об установлении границ муниципальных образований Тюменской области и наделении их статусом муниципального района, городского округа и сельского поселения»

## Население
| 2010  | 2011  | 2012  | 2013  | 2014  | 2015  | 2016  |
| ----- | ----- | ----- | ----- | ----- | ----- | ----- |
| 1060  | ↘1058 | ↘1039 | ↗1062 | ↘1058 | ↘1048 | ↗1079 |
| 2017  | 2018  | 2019  | 2020  | 2021  |       |       |
| ↗1095 | ↗1097 | ↗1103 | ↘1075 | ↗1344 |       |       |

## Состав сельского поселения
| № | Населённый пункт | Тип населённого пункта       | Население |
| - | ---------------- | ---------------------------- | --------- |
| 1 | Большой Остров   | деревня                      | 260       |
| 2 | Боровое          | село, административный центр | 652       |
| 3 | Заворохино       | деревня                      | 148       |